# ラーフラバドラ
ラーフラバドラ（梵: Rāhulabhadra、羅睺羅、羅睺羅跋陀羅、200-300年頃）は、3世紀頃のインドの思想家。龍樹を祖とする中観派に属する提婆（アーリヤデーヴァ）の後継者。なお、龍樹の師であったとする異説もある。釈迦の子のラーフラとは別人。

## 来歴
「付法蔵因縁伝」巻6に、「智慧が優れ、名徳は高く、美声と才能が有り、仏法の真理を深く悟り、邪説を打ち砕いた。」などと伝わるが、詳細は不詳。

## 作品
「般若経」や「法華経」を讃える偈をつくるが、無著の「順中論」、堅意の「入大乗論」、真諦訳「摂大乗論釈」などに断片が伝わるのみ。